# Ofer Lifschitz
Ofer Lifschitz (ur. 1958) – izraelski polityk, lider partii Brit Olam.
W 1984 roku wyjechał z Izraela i osiedlił się w Stanach Zjednoczonych. Skupiał się na rozwiązaniu problemów międzynarodowych.  W 2004 roku powrócił do Izraela i założył partię Brit Olam.